# هاکون سیگوردسون
هاکون سیگوردسون (نورس باستان: Hákon Sigurðarson؛ دهه – ۰۹۹۵) یک سیاح بود.